# Thaisa Storchi Bergmann
Pour les articles homonymes, voir Bergmann.
Thaisa Storchi Bergmann, née en 1955 à Caxias do Sul, est une astrophysicienne brésilienne. Elle est spécialiste de l'astrophysique extragalactique.

## Biographie
Elle travaille à l'Université fédérale du Rio Grande do Sul. Elle a reçu en 2015 le prix L'Oréal-Unesco pour les femmes et la science pour ses recherches sur les trous noirs supermassifs.
Ayant passé plus de 30 ans à étudier comment les trous noirs se construisent et se nourrissent Elle a été la première scientifique à prouver que la matière peut également s'échapper des trous noirs. 
"Le terme trous noirs supermassifs désigne des régions extrêmement compactes situées au centre de la plupart des galaxies connues, où la gravité est si forte que rien ne lui échappe, pas plus que la lumière. La masse de ces méga-structures qui aspirent la matière qui les entoure peut être des millions, voire des milliards de fois plus grande que celle des trous noirs stellaires."
Forte d'une large production scientifique, son article le plus souvent référencé est: "Double-peaked broad line emission from the LINER nucleus of NGC 1097", publié en 1993. 